# مسجد جامع ندوشن
مسجد جامع ندوشن مربوط به سدهٔ ۸ هجری قمری است و در شهر ندوشن استان یزد واقع شده و این اثر در تاریخ ۲۰ آبان ۱۳۷۷ با شمارهٔ ثبت ۲۱۵۰ به‌عنوان یکی از آثار ملی ایران به ثبت رسیده است.